# یواس‌اس دبلیواس‌تی-۱
یواس‌اس دبلیواس‌تی-۱ (به انگلیسی: USS WST-1) یک کشتی بود. این کشتی در سال ۱۹۴۵ ساخته شد.